# HTT-40
HTT-40教練機（英語：HTT-40)是一款由印度斯坦航空有限公司研製的初級教練機，目的是取代HTP-32迪帕克教練機。

## 發展

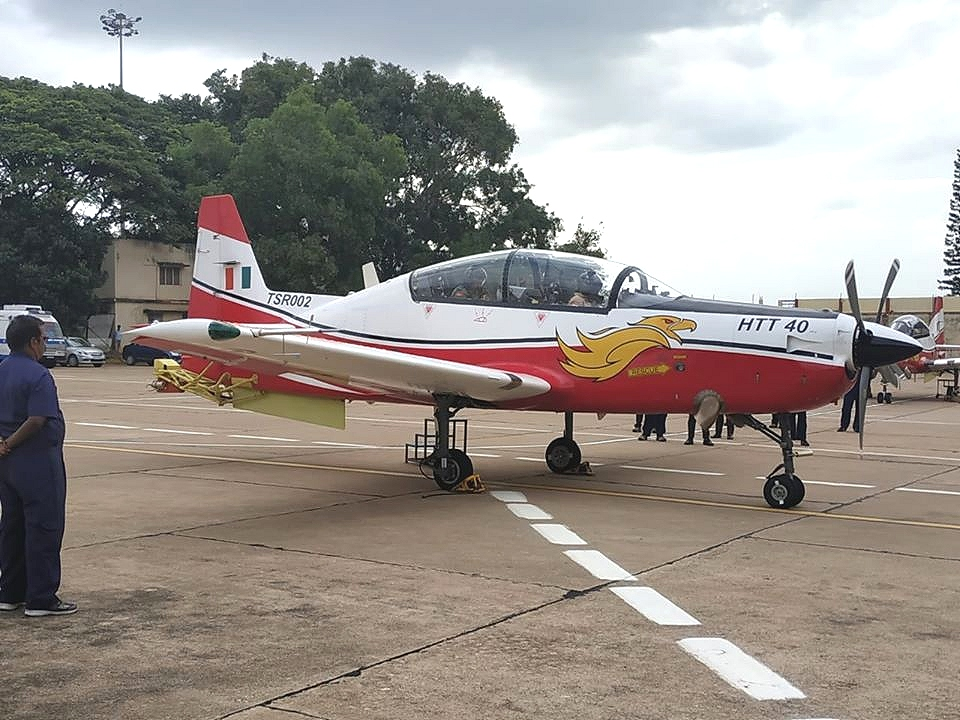

2012年，印度空軍本想以PC-7成為新一代的教練機，因HTT-40的成本是PC-7的兩倍，因此印度國防部在2012年9月聲明決定拒用HTT-40。2016年，空軍聲明假若HTT-40成功試飛，空軍將會大量裝備
2015年，空軍決定採用68架HTT-40和38架PC-7替換老舊的HTP-32迪帕克教練機。並於2022年7月27日成功與漢威聯合簽約總價值超過1億美院的軍購合同。
原型機於2016年5月31日首飛，並於2016年６月17日公開飛行。2017年5月19日，第二架原型機首飛。
2019年7月將達到營運許可並最快可於1年內交付量產版本給印度空軍
2020年8月11日，國防採購委員會批准印度空軍採購106架HTT-40的請求。在 2021年印度航空展上，HAL收到了來自印度空軍的70架購買請求，並可選擇再增加 38架。生產將在班加羅爾和納西克製造廠進行。

## 外部連結
（页面存档备份，存于）